# 星河戰隊 (電影)
《星艦戰將》是一部1997年美國科幻片，由保羅·范赫文執導，根據羅伯特·海萊因所寫的同名小說改編。演出陣容包括卡斯柏·范·狄恩、黛娜·米亞、丹妮斯·理查茲、尼爾·派屈克·哈里斯等主演。故事講述一位生活在23世紀的年輕機動步兵步兵強尼·瑞哥，參軍跟著團隊來到遙遠星系對抗兇猛外星生物「蟲族」。
電影在1997年11月7日於北美上映，而當時獲得普遍負面評價，然而在回顧時才重獲不少正面評價。電影中帶有的政治諷刺意味以及視覺效果獲稱讚，電影因此在第70屆奧斯卡金像獎上獲得最佳視覺效果獎提名。2012年，美國《偏鋒雜誌》將電影列入90年代110部最佳電影的第20名。

## 劇情
二十三世紀，地球進入由聯邦政府管轄的軍政時期，開始在銀河系各處進行殖民工作，意外在一座遠方星系引發跟一群攻擊性高的兇猛外星昆蟲「亞瑞克尼蟲」、又稱「蟲族」之間的宇宙戰爭。聯邦為了抗擊蟲族開始四處招兵，定出參軍服役即能賦予公民身份的優厚條件。來自阿根廷布宜諾斯艾利斯的三名高中生強尼·瑞哥、卡門·伊邦娜茲與卡爾·詹金斯，畢業後集體報名參軍服役。瑞哥即便受到父母的強烈反對，但為了追隨女友卡門還是堅持入伍，擅長飛行駕駛的卡門順利成為星艦主駕駛，而有心電感應能力的卡爾則加入研究蟲族的軍事情報部門。
瑞哥進入機動步兵訓練營參加嚴格步兵訓練，與幾名志願參軍的艾斯·里偉等新兵結成好友，而瑞哥高中時的校友蒂絲也追隨他入伍；她自高中起就暗戀著瑞哥。教官辛姆賞識瑞哥的靈活多變而讓他升班長，但瑞哥不久後收到在「羅傑·楊號星艦」上駕駛的卡門寄來的分手信，源於卡門打算繼續往更高職位服役而將無法維持異地戀。為此情緒受影響的瑞哥在後來的實彈射擊演練中出現重大失誤，在違反安全守則的情況下造成一名男學員的死亡、以及另一名女學員的退訓。瑞哥被降職以及十下鞭刑處分，連串的打擊使他喪失當公民的信心，剛準備簽約退訓回家時，卻得知布宜諾斯艾利斯遭到來自蟲族星系的一顆被蟲族能量炮擊偏軌道的隕石摧毀，造成他父母在內的數百萬居民喪生。災難的發生使聯邦元帥正式向蟲族宣戰，憤怒的瑞哥打消退出念頭而重回軍營受訓。
幾個月後，瑞哥、蒂絲、艾斯等聯盟軍加入進攻蟲族母星「克蘭達夫星」的戰局，過程中重遇卡門和她的駕駛搭檔山德·巴卡羅，其在高中球隊時是瑞哥的競爭對手。在克蘭達夫星的首輪攻勢中，由於聯邦嚴重低估蟲族的數量與作戰能力，導致瑞哥在內的機動部隊遭受毀滅性打擊。十萬名聯盟軍在短短一小時之內全滅，剩餘軍隊集體棄戰撤離星球，戰局潰敗導致現任元帥辭任，而新上任的元帥命令軍情部重新擬定戰略。在這場戰爭中受腿傷的瑞哥被及時發現後送回去治療，而他不小心被系統標註為陣亡。經過傷愈復出的瑞哥伴隨蒂絲和艾斯加入由各個除蟲精英所組成的「硬漢部隊」，由瑞哥和蒂絲的高中教授吉恩·拉茲雷克中尉率領，受令先消滅其他蟲族鄰星。眾硬漢部隊登陸指定P星球作戰，瑞哥靠隨機應變殺死一隻巨型甲蟲後，獲得其他隊員的敬佩，還被拉茲雷克提拔為中士。
硬漢部隊隔天去調查P星球上的威士忌哨站發出的求救信號，到達後卻發現該站點早已被蟲族血洗，而通訊台前坐著一具顱骨被貫穿、大腦被吸乾的詭異屍體，讓眾人意識到求救實為蟲族的陷阱。不出所料，成群的蟲族現身襲擊哨站，蒂絲建立好通訊後叫來以卡門與山德駕駛的救援機趕到救援。而當巨型甲蟲襲來時，拉茲雷克受襲而失去雙腿，最後命令瑞哥槍殺他以不落入蟲族之手，蒂絲用手榴彈炸死該甲蟲卻也遭偷襲而落下致命傷。倖存者全部撤離後，傷重的蒂絲最終死在瑞哥懷裡，遺體在瑞哥一行人的目送下送入太空安葬。卡爾在葬禮結束後前來探望，表示他認為P星球存在一隻高智商的「蟲族首腦」指揮所有蟲族，順便授予瑞哥為硬漢部隊的新首領。隨後，晉升中尉的瑞哥接管硬漢部隊指揮權，與夥伴領導一群新兵，回到P星球深入蟲族巢穴尋找首腦。
星艦在行星外圍遭受蟲族炮火襲擊，卡門和山德所在的羅傑·楊號不慎被擊中而斷成兩截，卡門目睹艦長身亡後跟山德搭乘救生艇迫降至P星球蟲族巢穴裡。當他們受傷且被大量蟲族包圍時，目睹蟲族首腦爬出來，其伸出一根吸收管刺穿且吸乾山德的大腦。卡門趁機用她藏好的小刀切斷首腦的吸收管，而瑞哥等人也同時趕到，用一顆小型核彈威脅首腦撤退。當蟲族開始追逐他們時，受傷的隊員華肯自願留下拿著核彈奮戰並同歸於盡。逃出洞穴的瑞哥、艾斯和卡門發現其他人已捕獲蟲族首腦，抓獲者是如今自願降職參戰的辛姆。卡爾現身靠近首腦，用觸碰和心電感應能力探知首腦開始害怕，讓聯盟軍在P星球戰役中獲勝。當科學家們努力探知蟲族首腦的秘密時，當上艦長的卡門、包括艾斯與瑞哥一同成為聯邦電視網的宣傳模範人物，積極號召更多的人參軍以打贏蟲族戰爭。

## 演員
| 演員                                   | 角色                                                  | 備註 |
| 卡斯柏·范·狄恩 Casper Van Dien         | 約翰·「強尼」·瑞哥 Lt. John "Johnny" Rico             | 來自布宜諾斯艾利斯的富二代，為了追隨女友卡門而不顧父母反對、拋棄學業堅持從軍，從此加入蟲族戰爭並屢立大功，讓他從一位列兵攀升到中尉職位。 |
| 黛娜·米亞 Dina Meyer                   | 伊莎貝·「蒂絲」·佛洛里斯 Pvt. Isabelle "Dizzy" Flores | 瑞哥的高中同學，自高中起就暗戀著瑞哥，儘管得知他心有歸屬但一直沒有放棄，追隨他至機動部隊訓練後，跟他的感情也進一步提升。                 |
| 丹妮斯·理查茲 Denise Richards          | 卡門·伊邦娜茲 Capt. Carmen Ibanez                     | 瑞哥的高中女友，一位溫柔強勢、充滿熱情且技術卓越的飛行駕駛員，報考當上星艦主駕駛，卻因此跟瑞哥分開服役。                                 |
| 傑克·布希 Jake Busey                   | 艾斯·里偉 Pvt. Ace Levy                               | 機動部隊列兵，瑞哥從軍認識的摯友，儘管有時為人自大，但對朋友重情重義，跟隨瑞哥和蒂絲一起作戰。                                           |
| 尼爾·派屈克·哈里斯 Neil Patrick Harris | 卡爾·詹金斯 Col. Carl Jenkins                         | 瑞哥的高中朋友，和他跟卡門是形影不離的鐵三角，有與生俱來的心電感應能力，讓他加入軍事情報部門來研究蟲族。                                 |
| 派屈克·蒙度 Patrick Muldoon            | 山德·巴卡羅 Lt. Zander Barcalow                       | 卡門服役時的駕駛搭檔，在高中球隊上是瑞哥的勁敵，如今跟卡門發展成戀愛關係，再度成瑞哥的情敵。                                             |
| 克藍西·布朗 Clancy Brown               | 辛姆中士 Sgt. Zim                                     | 機動部隊中士兼訓練官，是瑞哥、蒂絲和艾斯的訓練官，訓練時冷酷無情的他，其實待人非常幽默熱心，隨後為了參戰而不惜降級至二等兵。             |
| 麥可·艾昂賽 Michael Ironside           | 吉恩·拉茲雷克 Lt. Jean Rasczak                        | 機動部隊中尉，硬漢部隊領袖，原本已經退伍，曾擔任過瑞哥和蒂絲一行人的高中教授，蟲族戰爭爆發後重新擔任中尉。                               |
| 賽斯·吉利姆 Seth Gilliam               | 蘇格·華肯斯 Cpl. Sugar Watkins                        | 硬漢部隊下士，拉茲尼克的左右手，跟瑞哥等人同期作戰。                                                                                     |
| 布魯斯·格雷 Bruce Gray                 | 鄧恩斯元帥 Sky Marshal Dienes                         | 聯邦政府元帥，經過布宜諾斯艾利斯被襲後向蟲族宣戰，但因為他低估蟲族的作戰能力，操之過急導致十萬名士兵陣亡。                               |
| 安東尼·路維瓦 Anthony Ruivivar         | 蘇傑米 Pvt. Shujumi                                   | 機動部隊列兵，喜愛追求刺激，跟瑞哥等人是同期受訓的好友。                                                                                 |
| 艾瑞克·布魯斯托克 Eric Bruskotter      | 貝肯瑞奇 Pvt. Breckinridge                            | 機動部隊列兵，農夫家庭出身，厭倦農務來受訓，不幸死於一場實彈射擊演練意外。                                                               |
| 布蘭妲·史壯 Brenda Strong              | 德拉迪爾艦長 Capt. Deladier                           | 羅傑·楊號星艦艦長，卡門和山德的長官，擔任星艦總指揮之一。                                                                                |
| 艾咪·史瑪特 Amy Smart                  | 朗布萊瑟中尉 Lt. Lumbreiser                           | 星艦駕駛之一，跟卡門同期受訓並考上。 |

## 製作
本片與原著的最大差異是電影沒有關於動力裝甲的內容，取而代之的是較為一般的戰鬥服。事實上，電影原本是獨立的劇本，但是保羅·范赫文的一位朋友指出了劇本與小說的相似處，於是在獲得小說的授權之後，劇本便修正成小說的改編作品。後來保羅·范赫文於DVD收錄的導演講評中表示，他從來沒有把原著看完過，這也許可以解釋為什麼電影和原著有著諸多差異。

## 迴響
本片的评论呈现出两极化的趋势。

### 赞扬
影片虽然初期迴響并不好，但在很长时间内成为话题。随着伊拉克战争的爆发和导演对当时创作思路的公开，人们逐渐认识到这是一部通过戏仿战争和政治宣传的手法来讽刺战争和政治宣传的电影。导演维尔霍芬在后来发行的DVD版本评论花絮中直接指出，本片的意图就是说明“战争会将每个人变成法西斯分子”，本片与其说是对纳粹的批判，不如说是对战后美国走向的担忧；编剧诺伊梅尔更指出，他不仅是在影射美国社会，更是在影射遍布整个人类历史的荒诞性。导演和编剧通过戏仿《意志的胜利》、《我们为何而战》等经典战争宣传片，揭示了战争理由的荒诞，及政治宣传扭曲社会认识、将青年人卷入国家机器的巨大力量。在这个意义上，本片被Slate杂志评为20世纪90年代百佳影片。

### 批评
影片公映后社会普遍将其看作一部强调视觉效果的科幻动作片，认为在剧情和人物塑造上乏善可陈。好萊塢式公式的俊男美女組合也抹煞了對角色心理詮釋的部分。原作中主角是個對社會價值保持冷漠態度的年輕人，但在經過軍隊訓練與戰爭的磨練後，體認到了個人與社會之間的關係與自我定位的成長。但是保羅·范赫文的片中只是將主角演成一個只會賣弄肌肉的無腦發情男。另外在原作小說中，作者使用許多篇幅來探討個人價值與社會價值的差異，個人與社會的關係。姑且不論作者的未來社會觀，是否能得到每個讀者的認同。甚至質疑這個未來社會裡法西斯的成分濃厚，但是至少作者是在描繪一個可能的、太過理想化的未來社會。保羅·范赫文的電影則將這個未來社會簡化成一個未來版納粹德國，雖然說對極權體制表達了強烈的反諷意味，但是卻完全迴避原作中最重要的個人與社會的價值探討議題。大多數觀眾印象最深刻的只有裡頭傑出的巨大昆蟲的炫酷視覺特效。

## 重拍
2011年12月，《玩命關頭》與《我是傳奇》的監製尼爾·H·摩里茲宣布，計劃重拍《星艦戰將》，他聲稱該電影會更忠實於原作。2014年5月30日，梅根·艾利森的製片公司Annapurna Pictures將參與電影的製作。2016年11月，宣布，重拍電影已進入計畫，並由《佛萊迪大戰傑森之開膛破肚》的編劇搭檔馬克·斯威夫特與丹米安·薛諾共同撰寫劇本。

### 系列電影
- 星河战队2：联邦英雄（Starship Troopers 2: Hero of the Federation, 2004）
- 星河战队3：掠夺者（Starship Troopers 3: Marauder, 2008）
- 星艦戰將：侵略者（Starship Troopers: Invasion, 2012）
- 星河戰隊5（Starship Troopers: Traitor of Mars, 2017）

## 備註
1. ↑  主要原因是男學員貝肯瑞奇在射擊演練進行時因為頭盔故障，受瑞哥要求而在沒有安全設備的情況下脫盔，隨後被一旁當時沒專心看前方的女學員誤射穿頭部而當場死亡。

## 外部連結
- 互联网电影数据库（IMDb）上《星河戰隊》的资料（英文）
- AllMovie上《星河戰隊》的资料（英文）
- 爛番茄上《星河戰隊》的資料（英文）
- Box Office Mojo上《星河戰隊》的資料（英文）
- Metacritic上《星河戰隊》的資料（英文）
- 開眼電影網上《星河戰隊》的資料（繁體中文）
- 时光网上《星河戰隊》的資料（简体中文）
- 豆瓣电影上《星河戰隊》的資料 （简体中文）
- 中國影視資料館：星河戰隊（简体中文）